# Ninmaḫ
Ninmaḫ (dnin maḫ, deutsch: erhabene Herrin) ist die sumerische Göttin der Hebammen. Sie ist die Mutter von Ninurta und wird manchmal mit Ninḫursanga, der Bēlet-ilī von Emaḫ und der Dingirmaḫ, der Mutter aller Götter gleichgesetzt.